# Королевский сад (Прага)
Королевский сад — сад около Пражского Града в Градчанах в Праге. Площадь 3,6 Га. Отделен от Града Оленьим оврагом. Основан королём Фердинандом I в стиле ренессанс в 1534 году на месте средневековых виноградников.
Сад предназначался для разведения деревьев, не типичных для Средней Европы. Так в Праге появился каштан, клён, лещина.
Королевский сад считается одним из первых примеров применения принципов ренессанса в планировке парков. Во-первых, парк был создан при Граде и в тесной связи с доминирующей постройкой — летним дворцом Королевы Анны (у самого Града места, конечно, не было). Во-вторых, было сохранено единство архитектуры и природы. В-третьих, планировка выражала правильность и регулярность.
Первые работы начались в 1535 году, для этого Фердинанд I пригласил итальянского архитектора Джованни Спацио (Giovanni Spazio). Под его руководством появились оградающие стены. Ландшафтный дизайн должен был подготовить итальянец Франческо (как свидетельствуют документы — это был известный просветитель Франциск Скорина, имевший итальянское медицинское образование). Позже для этой работы был приглашен Паоло делла Стелла (Paolo della Stella), который в 1538 году начал строить летний дворец королевы Анны по всем канонам ренессансного сада — в самом высоком месте, на зрительной оси. С восточной стороны рельеф резко шел вниз, с западной оставалась ровная горизонтальная поверхность. Для формирования самого сада был приглашен учёный доктор Hugo Vennia из Кортрейка, который положил основы ботанического сада. Декоративные элементы были созданы братьями Reinhart из Эльзаса. Парк должен был быть дополнен скульптурами, поэтому Фердинанд I заказал два бронзовых фонтана (один из них — поющий — размещен перед летним дворцом).
При открытии парка в 1558 году состоялись ночные торжества, театральные представления, маскарад, танцы. Участники могли лицезреть представления с аркад летнего дворца, который только что достроил Бонифац Вольмут.
Работы по благоустройству сада продолжались и после смерти Фердинанда I. На новой поперечной оси в западной ареала Бонифац Вольмут построил зал для игры в мяч. Парк был модифицирован известным голландским теоретиком Vredeman de Vries, территория была разделена на поля, орнаментально украшена чередующимися перголами.
При Рудольфе II в парке появились искусственные пещеры с зеркалами и клетки с зверями. После того, как турецкий султан послал в дар тюльпаны, в парк стали завозиться новые растения из Италии, Испании и стран Азии. По периметру были возведены оранжерея, инжирный сад, львиный двор и садовый домик.
Президентский домик', или Вилла Эдуарда Бенеша (чеш. Prezidentský domek, Vila Dr. Eduarda Beneše) — здание в западной части Королевского сада расположено здание, называемое Президентский домик или вилла Эдуарда Бенеша.
Изначально на месте виллы стояла барочная оранжерея. Павел Янак, автор архитектурного решения виллы, сохранил центральную часть оранжереи, интегрировав её в свой проект. Вилла построена в 1937—38 годах для Эдварда Бенеша. Президенты Чехословакии жили в ней до 90-х годов, поэтому Королевский сад и объекты вокруг Града были закрыты для общественности. Открыл их только Вацлав Гавел.

## Галерея
- Вид на фонтан рядом с виллой Эдуарда Бенеша и видом на Град
- Скульптуры
- Вилла Эдуарда Бенеша